# Phantissus citatus
Phantissus citatus är en skalbaggsart som beskrevs av Mckeown 1940. Phantissus citatus ingår i släktet Phantissus och familjen långhorningar. Inga underarter finns listade i Catalogue of Life.